# Петриківська волость (Новомосковський повіт)
Петриківська волость — адміністративно-територіальна одиниця Новомосковського повіту Катеринославської губернії.
Станом на 1886 рік — складалася з 10 поселень, 1 сільської громади. Населення — 13833 осіб (6728 осіб чоловічої статі та 7105 — жіночої), 4505 дворових господарств.
|                     | Площа, десятин | У тому числі орної, десятин |
| ------------------- | -------------- | --------------------------- |
| Сільських громад    | 22250          | 14136                       |
| Приватної власності | —              | —                           |
| Іншої власності     | 273            | 107                         |
| Загалом             | 22523          | 14243                       |

Найбільші поселення волості:
- Петриківка — містечко при річці Чаплинка в 50 верстах від повітового міста, 11668 осіб, 1768 дворів, 3 православні церква, синагога, богодільня, поштова станція, 29 лавок, 3 бондарні, 2 постоялих двори, 4 ярмарки.
- Галушківка (Галушкова; сучасна Іванівка) — село при озері Планувате, 666 осіб, 101 двір.
- Лобойківка — село при озері Вілки, 660 осіб, 100 двори.
- Проданівка (сучасна південна східна частина Гречаного) — село при озері Куряче Море, 772 особи, 117 дворів.